# Praga (Unternehmen)

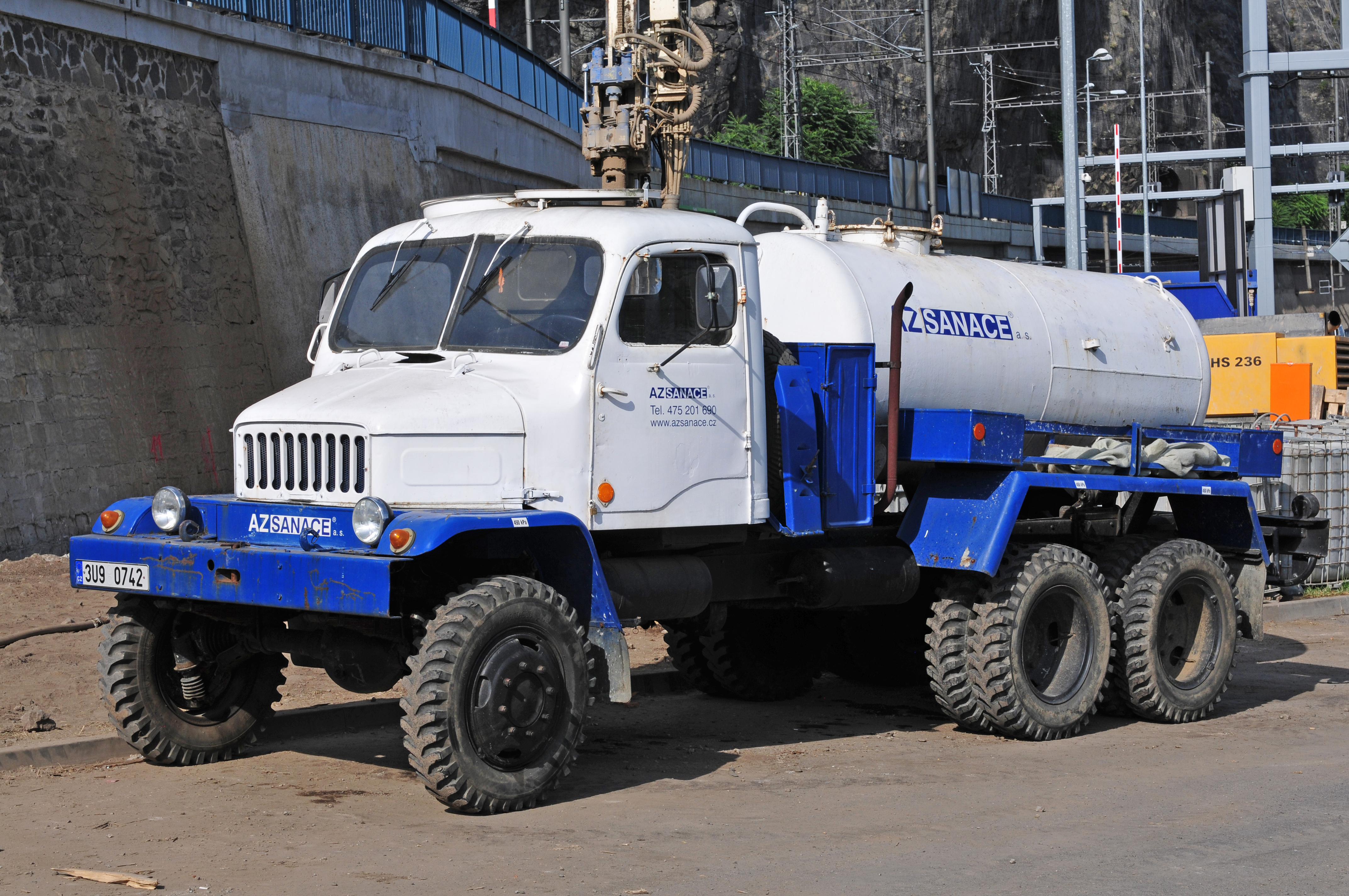
Praga V3S als Baustellenfahrzeug 2013

Praga ist ein tschechisches Maschinenbauunternehmen und Hersteller von Rennwagen, Karts und Flugzeugen. In der Vergangenheit wurden auch Pkw, Lkw, Militärfahrzeuge und Motorräder gebaut.

## Geschichte
Am 27. März 1907 gründeten die První českomoravská továrna na stroje und Franz III. Freiherr von Ringhoffer von Ringhoffer die Pražská automobilní továrna – Prager Automobil-Fabrik in Prag. Davon abgeleitet lautete der Markenname der ersten Fahrzeuge PAT-PAF. Die Fahrzeuge waren anfangs Nachbauten der Marken Charron und Renault sowie Lizenzbauten von Isotta Fraschini. Am 24. Dezember 1909 wurde aus diesem Unternehmen Praga. Der Markenname lautete nun auch Praga. 1910 wurde der erste Lkw vorgestellt, 1911 der erste selbst entwickelte Lkw. Daneben wurden Luxusautomobile produziert. 1929 kam es zur Fusion mit „ČKD-Praga“.
Mit der Übernahme von Breitfeld-Daněk A.S. wurde 1928/29 auch der Bau der B.D.-Motorräder übernommen und unter dem Markenzeichen Praga weitergebaut. Hier verbesserte Jaroslav František Koch (der vorher bei Avia arbeitete) die 499-cm³-Königswellen-OHC-Einzylindermaschine im Rohrrahmen. Seit der Übernahme durch Praga wurden diese Motorräder in dunklen Farben ausgeliefert (dunkelblau). 1930 ergänzte eine moderne 346-cm³-OHC-Königswellen-Einzylindermaschine mit Kardanantrieb im Pressstahlrahmen das Modellprogramm. Während die 500er-Motorräder unter anderem als Behörden-Motorräder abgesetzt wurden, entstanden von den 350er-Maschinen nur geringe Stückzahlen. Der teure Motorradbau wurde 1935 wieder eingestellt.
Nach 1945 wurde die Pkw-Produktion nicht mehr aufgenommen. Praga arbeitete bei der Lkw-Fertigung mit Tatra zusammen. Praga-Lkw wurden bei Avia bis 1984 produziert. Seither ist Praga Zulieferer für die Fahrzeug- und Luftfahrtindustrie. 1985 stellte Praga mit den Modellen UV100 und UV120 wieder Nutzfahrzeuge vor. 1996 wurde die Nutzfahrzeugherstellung an Praga Čáslav a.s. abgegeben.
Praga beteiligt sich heute auch an der Entwicklung von Prototypen für die Rüstungsindustrie.
2016 wollte Praga mit dem R1R wieder ein Auto für den regulären Straßenverkehr auf den Markt bringen. Der Sportwagen sollte auf 68 Stück limitiert sein.

## Motorrad-Modelle
Praga BD 500 DOHC
- Hubraum: 499 cm³
- Leistung: 15 PS bei 4000 min−1
- Gewicht: 178 kg

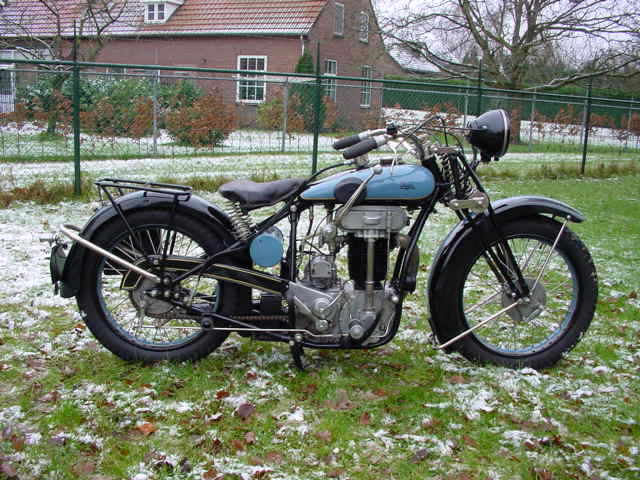
Praga BD 500 DOHC (1929)

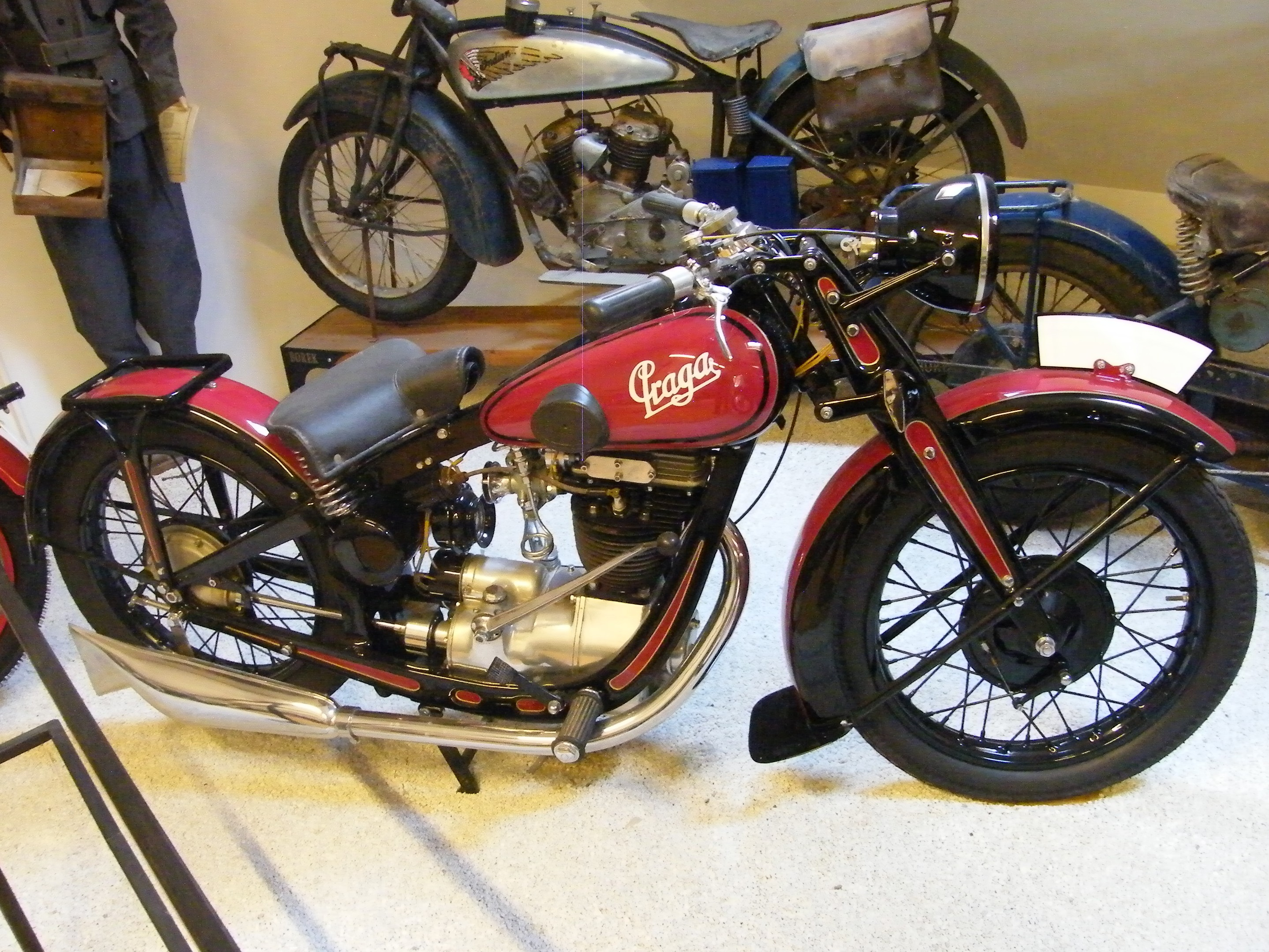
Praga BC 350 OHC (1932)

- Höchstgeschwindigkeit: 105 km/h

Praga 500 BDS
- Bauzeit: 1928–1932[3]
- Hubraum: 499 cm³ (Bohrung 84 mm, Hub 90 mm)
- 1-Zylinder-Motor mit 2 obenliegenden Nockenwellen
- Leistung: 15 PS bei 4400 min−1
- 3-Gang-Getriebe
- Radstand 1425 mm
- Gewicht: 170 kg
- Höchstgeschwindigkeit: 105 km/h

Praga BC 350 OHC
- Bohrung: 70 mm
- Hub: 90 mm
- Hubraum: 346 cm³
- Leistung: 12 PS bei 3000 min−1
- Gewicht: 140 kg
- Höchstgeschwindigkeit: 95 km/h

Praga 350 BCS
- Bauzeit: 1930–1935, über 1000 Stück[4]
- Bohrung: 70 mm
- Hub: 90 mm
- Hubraum: 346 cm³
- Leistung: 12 kW bei 4500 min−1
- 3-Gang-Getriebe
- Wellenantrieb
- Gewicht: 140 kg
- Fahrzeuglänge 2130 mm
- Höchstgeschwindigkeit: 100 km/h

Praga ED 250
- 226 Fahrzeuge ab 1998
- Motocross-Maschine mit 29,2 kW bei 7300 min−1

Praga ED 610
- Bauzeit 2000–2003
- 600er Motocross-Maschine mit 55 kW bei 6500 min−1

Praga ZS 800
- Neuinterpretation der Praga BD 500 DOHC[5]
- Bauzeit ab 2023 limitiert auf 28 Fahrzeuge
- Luftgekühlter Parallel-Twin, Saugrohreinspritzung, obenliegende Nockenwelle mit Königswelle (Zukauf des W800 von Kawasaki)

- Bohrung: 77 mm
- Hub: 83 mm
- Hubraum: 773 cm³
- Leistung: 37 kW (50 PS) bei 6000 min−1
- 5-Gang-Getriebe
- Kette
- Trommelbremsen
- Starrrahmen
- Gewicht: 142 kg

## Pkw-Modelle

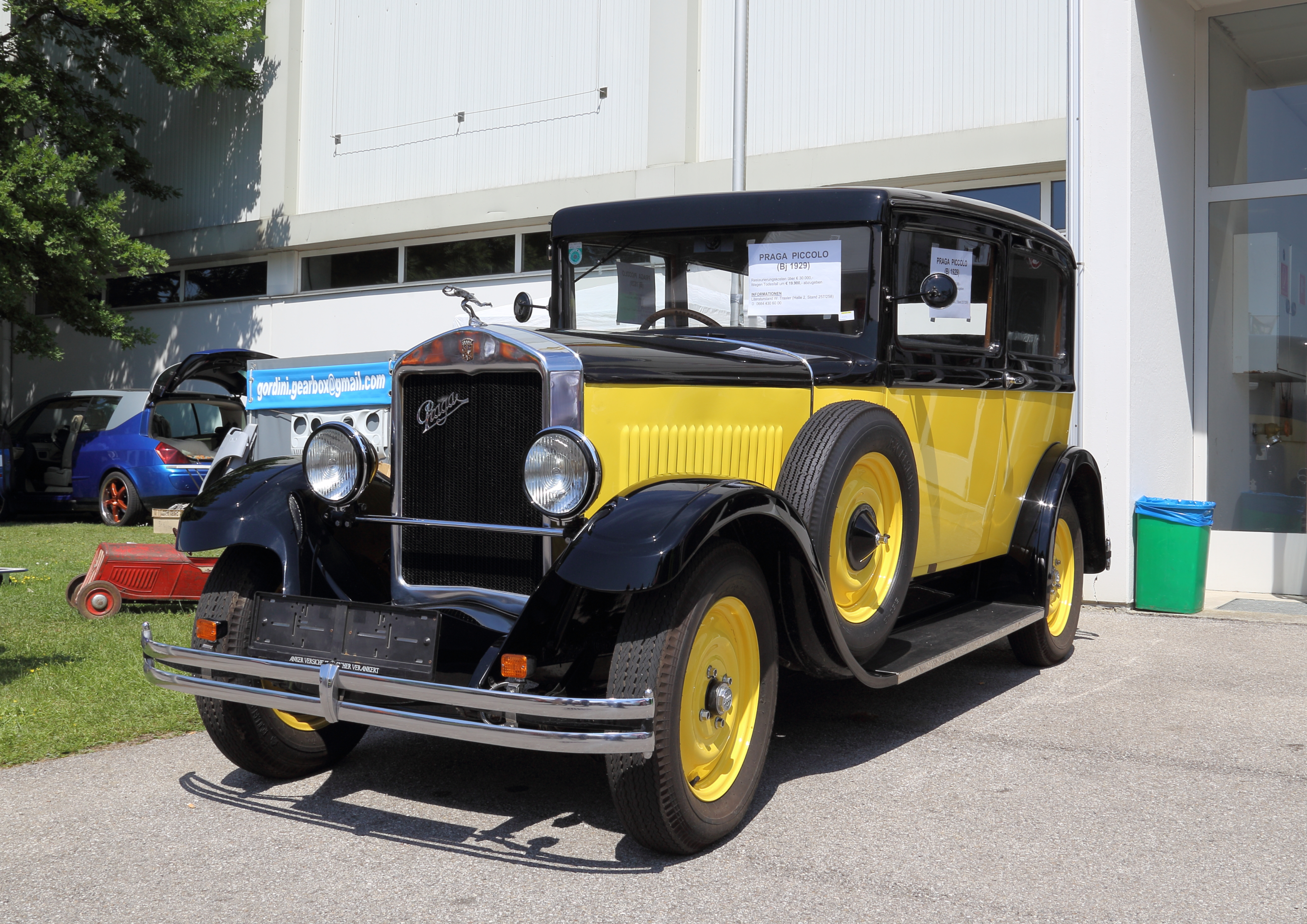
Restaurierter Praga Piccolo, Bj. 1929

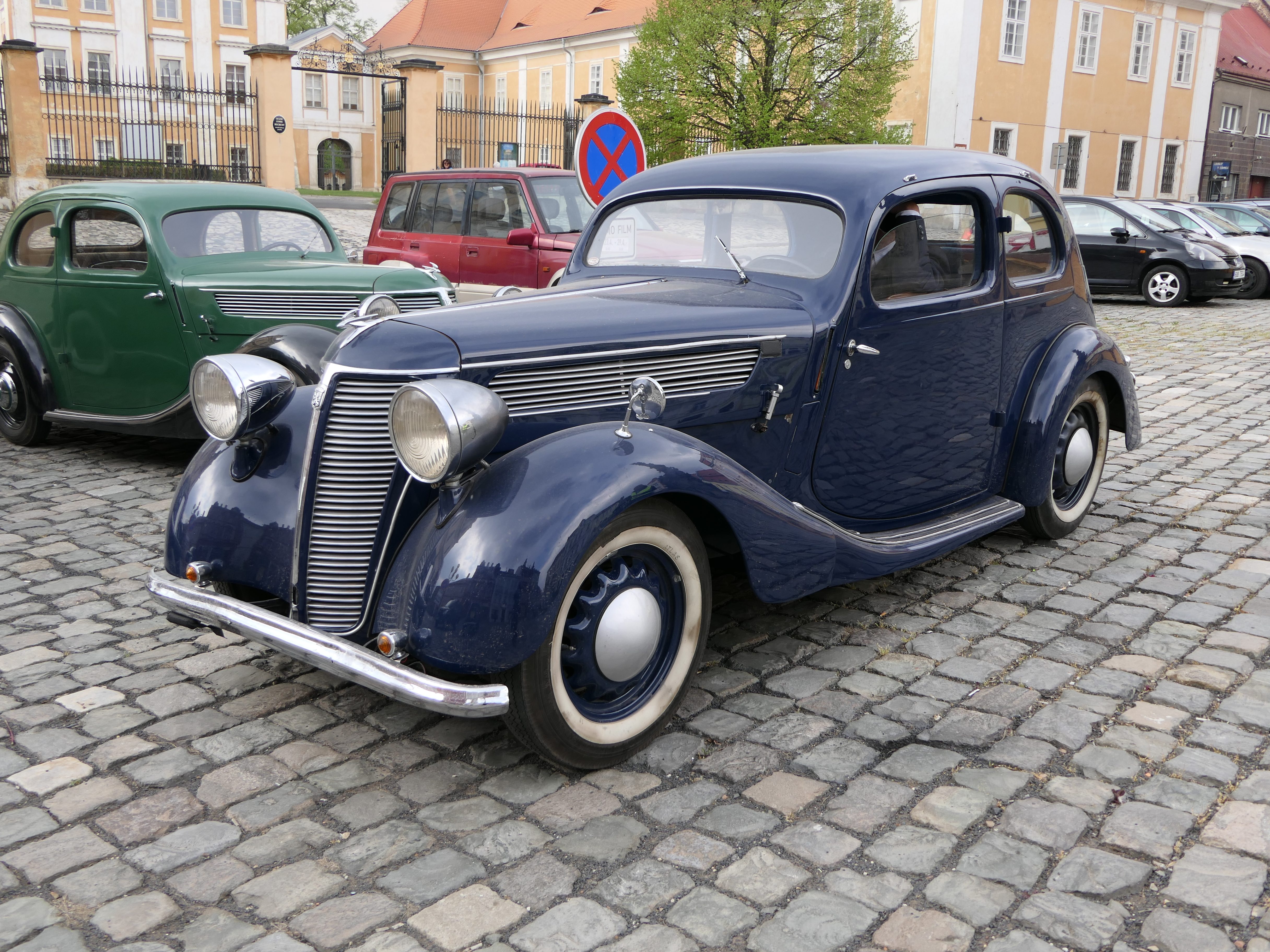
Restaurierter Praga Piccolo, Bj. 1939

### Erste Praga PKW 1905 bis 1911
Der erste Pkw der Prager Automobil-Fabrik (PAF) oder, wie sie auf Tschechisch hieß, Prazska Automobilni Tovarna (PAT), hatte die Typenbezeichnung BP. Es war eine Kopie des Benz Typ 18/28 PS: Der wassergekühlte Vierzylindermotor hatte 105 mm Bohrung und 130 mm Hub. Das Getriebe hatte 4 Vorwärts- und einen Rückwärtsgang. Der Verbrauch lag bei 20 Liter Benzin und 0,6 Liter Öl auf 100 km. Das einzige Exemplar entstand 1905.
Es folgte der Typ 1. Es war eine Lizenzproduktion des Isotta Fraschini Typ B. Bohrung und Hub betrugen 130 × 150 mm. Der Verbrauch lag bei 35 Liter Benzin und 0,8 Liter Öl auf 100 km. 1907 wurden 2 Stück, 1908 wurden 6 Stück gebaut, Letztere erhielten die Bezeichnung Typ III.
1907 entstand weiterhin ein einziges Exemplar des Typ II: Lizenzgeber war Automobiles Charron in Puteaux (Frankreich), Bohrung × Hub des Vierzylindermotors waren 80 × 120 mm. Der Verbrauch lag bei 18–20 Liter Benzin und 0,6 Liter Öl auf 100 km.
Vom PAF Typ IV, Lizenz des Isotta Fraschini 14/16 HP, (Bohrung × Hub: 90 × 120 mm) entstanden 4 Stück 1909 und 12 Stück 1910.
Der Praga V (röm.5), wieder eine Charron-Lizenz, war ein Kleinwagen mit Zweizylindermotor, dessen Zylinder die gleichen Maße wie der Typ II hatten. 1909 entstanden 25 Exemplare, 1913 nochmals 10 Stück.
Vom folgenden Typ O1 bzw. O2 (ebenfalls 80 × 120 mm Bohrung × Hub) wurden 35 Stück 1910 gebaut und zu einem Listenpreis von 10.500 österreichischen Kronen verkauft. Sie hatten – ähnlich Typen der gleichen Zeit von Renault und Charron – den Kühler hinter dem Motor.
Der 1911 gebaute Typ IX, wiederum mit wassergekühltem Vierzylindermotor (Bohrung × Hub: 100 × 140 mm), Verbrauch 26 Liter Benzin und 0,5 Liter Öl auf 100 km, Neupreis 18.000 Kronen, entstand 1911 in 5 Exemplaren.
Nachfolgend eine Übersicht über die technischen Daten der vorgenannten einzelnen Typen:
| Typ        | leer (kg) | Länge (m) | Breite (m) | Radst. (m) | Zylinder | cm³   | PS    | km/h |
| ---------- | --------- | --------- | ---------- | ---------- | -------- | ----- | ----- | ---- |
| BP         | 1,4       |           |            | 2,80       | 4        | 4.504 | 28    | 70   |
| Typ I      | 892       | 4,58      | 1,70       | 3,35       | 4        | 7.964 | 60    | 76   |
| Typ II     | 690       | 3,75      | 1,60       | 2,85       | 4        | 2.410 | 16–18 | 60   |
| Typ III    | 892       | 4,58      | 1,70       | 3,35       | 4        | 7.964 | 60    | 76   |
| Typ IV     | 996       | 4,10      | 1,62       | 3,01       | 4        | 3.052 | 22    | 56   |
| Typ V      | 620       | 3,60      | 1,50       | 2,60       | 2        | 1.206 | 16    | 58   |
| Typ O1, O2 | 850       | 3,84      | 1,50       | 2,84       | 4        | 2.412 | 18    | 62   |
| Typ IX     | 1.000     | 4,20      | 1,65       | 3,25       | 4        | 4.396 | 40    | 72   |

### Größere Serien: 1911 bis 1947

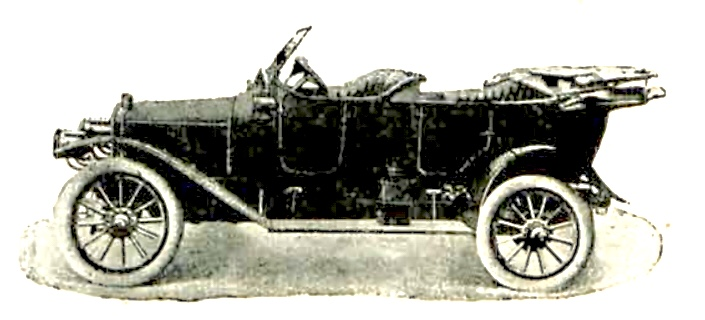
Praga Mignon

Ab 1911 erschienen PKW-Modelle, die in immer größeren Serien für längere Zeit gebaut wurden, und deren Typen – je nach Zeitgeschmack – mit sie kennzeichnenden Namen versehen wurden. Den Anfang machte 1911 der Praga Mignon, ein Mittelklassewagen, dem 1912 der Praga Grand folgte, ein Wagen der Oberklasse. 1913 wurde das Pkw-Programm nach unten durch den Kleinwagen Praga Alfa abgerundet. Während des Ersten Weltkrieges wurden nur der Mignon und der Grand weitergebaut, während der Schwerpunkt des Unternehmens bei Nutzfahrzeugen (Lkw und Motorpflüge) lag.
1918/9 wurde Österreich-Ungarn zerschlagen, Praga lag jetzt in der neugegründeten Tschechoslowakei. Während Österreich und Ungarn aufgrund der Friedensverträge von Saint Germain und Trianon gewaltige Reparationen an die Siegermächte zu zahlen hatten, blieb die Tschechoslowakei hiervon verschont, was zu einem gewissen Wohlstand und damit einer Blüte im Automobilbau führte. Praga baute die bisherigen Reihen Alfa, Mignon und Grand weiter und ergänzte sie ab 1924 durch einen neuen Kleinwagen Praga Piccolo. Der Praga Alfa wuchs von Modell zu Modell zum Mittelklassewagen, sodass man die Fertigung des Mignon 1929 aufgab. 1928/29 war auch die Blütezeit des Kraftfahrzeugbaus bei Praga, es entstanden damals 7000 Kraftfahrzeuge 1928 und über 8000 Kraftfahrzeuge 1929, die Hälfte davon Pkw.

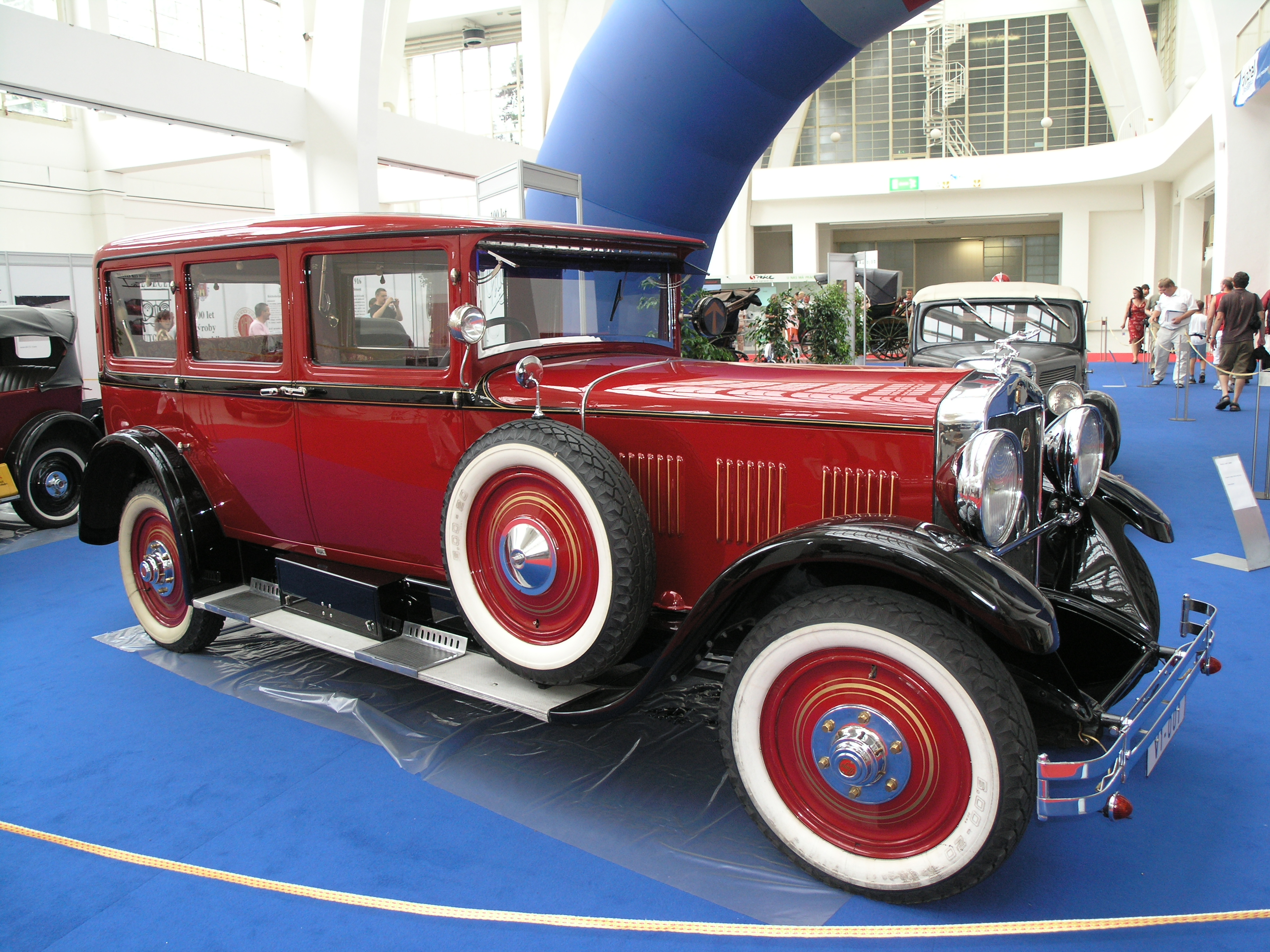
Praga Grand
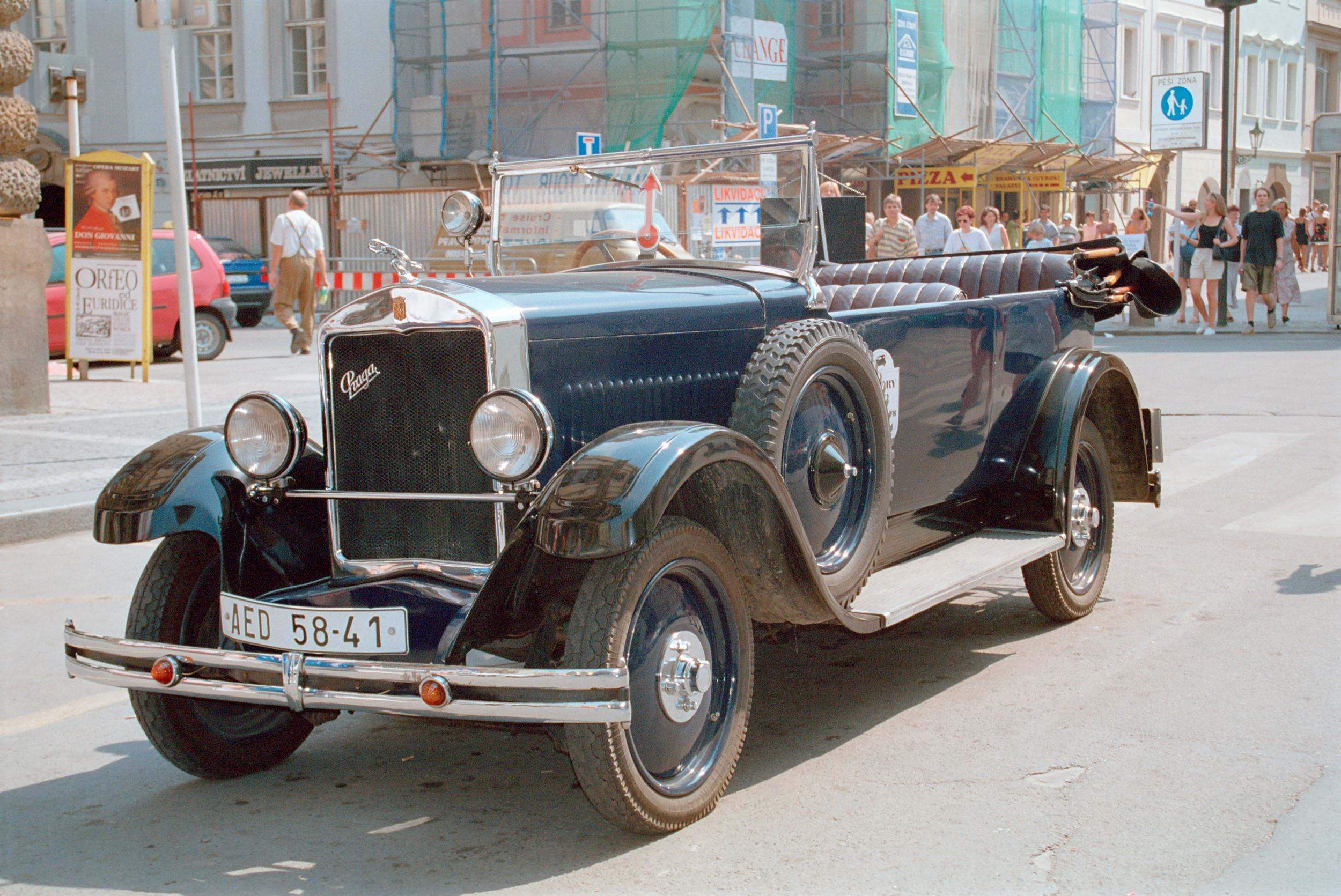
Praga Alfa
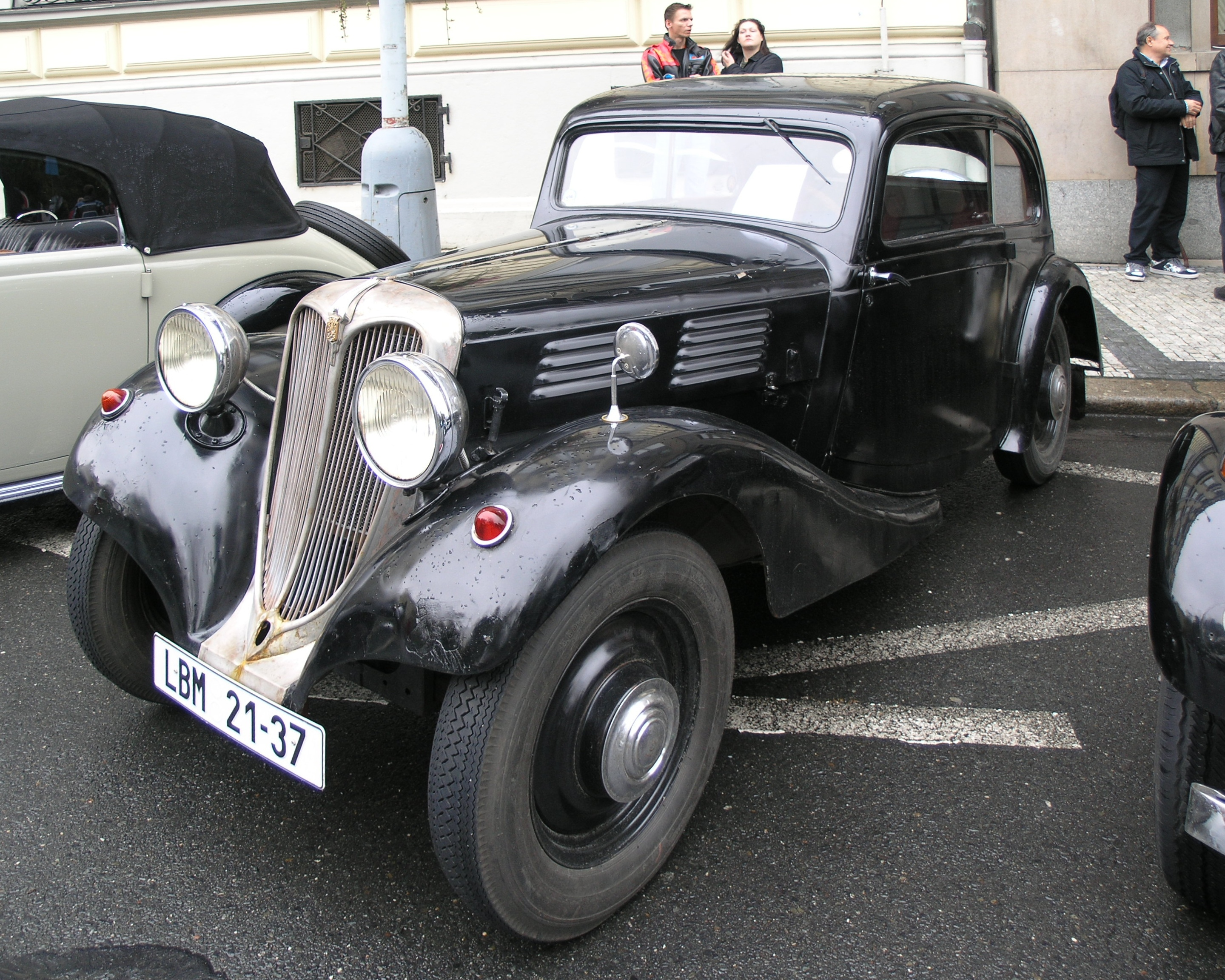
Praga Baby
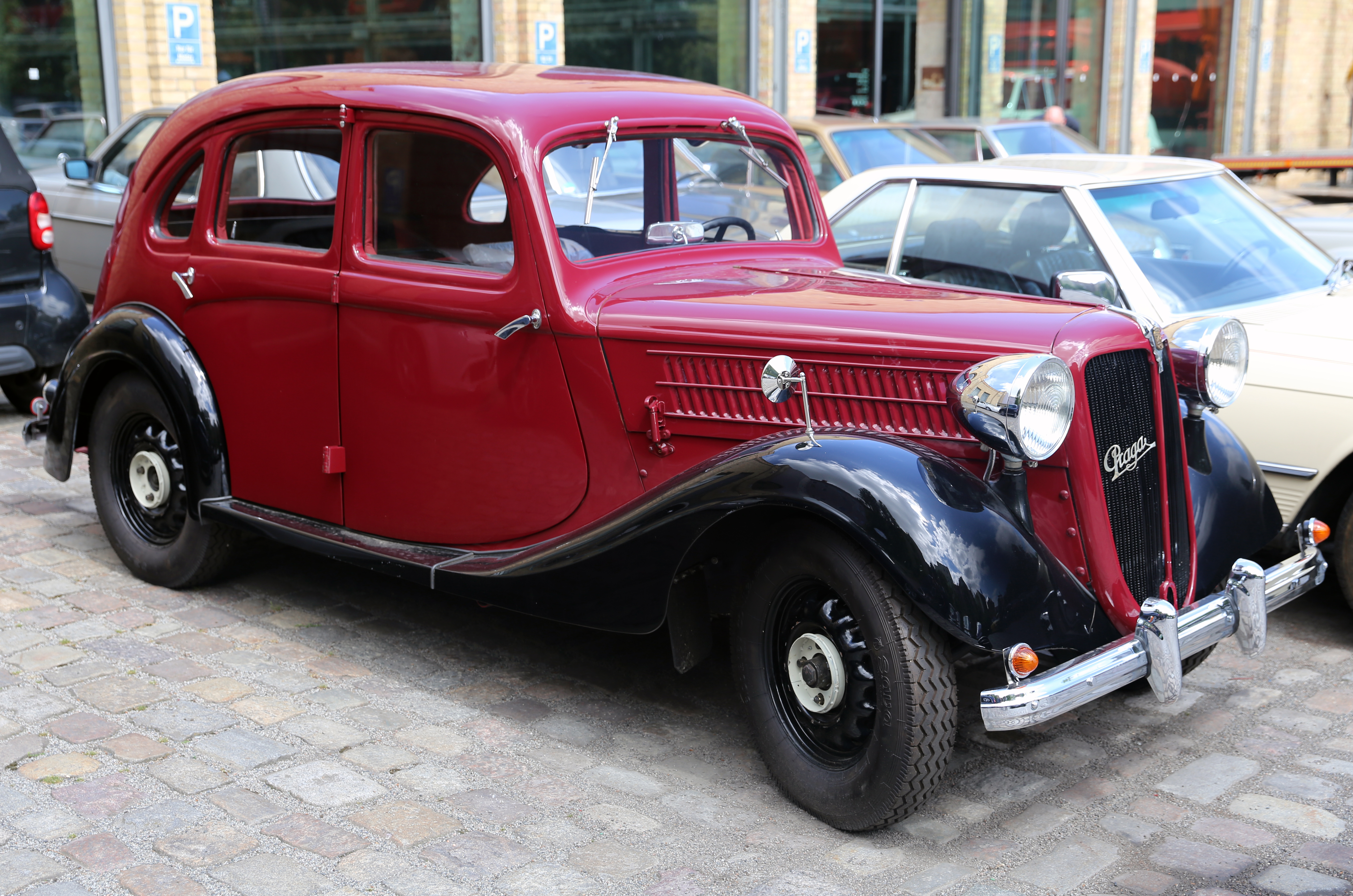
Praga Lady
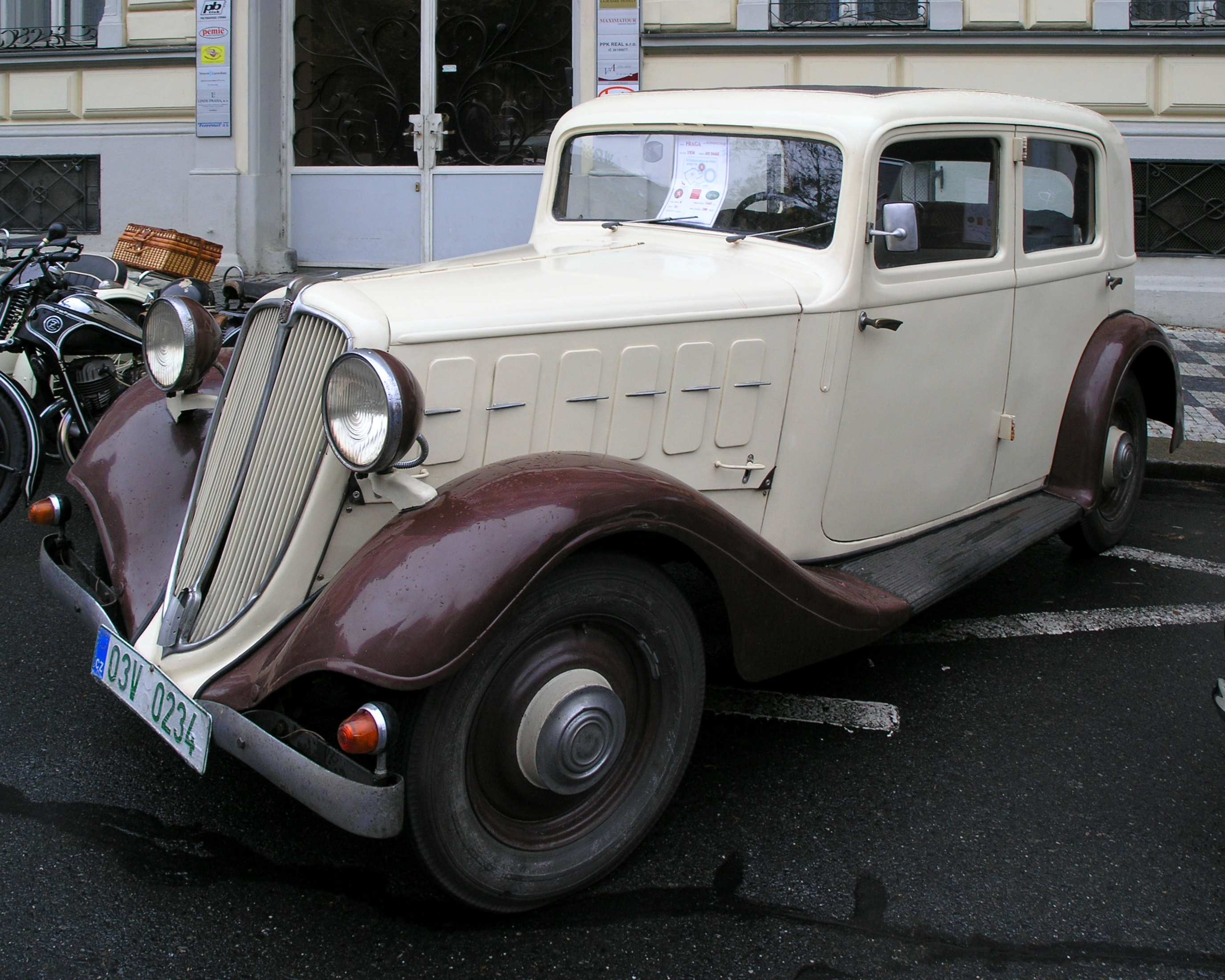
Praga Super Piccolo
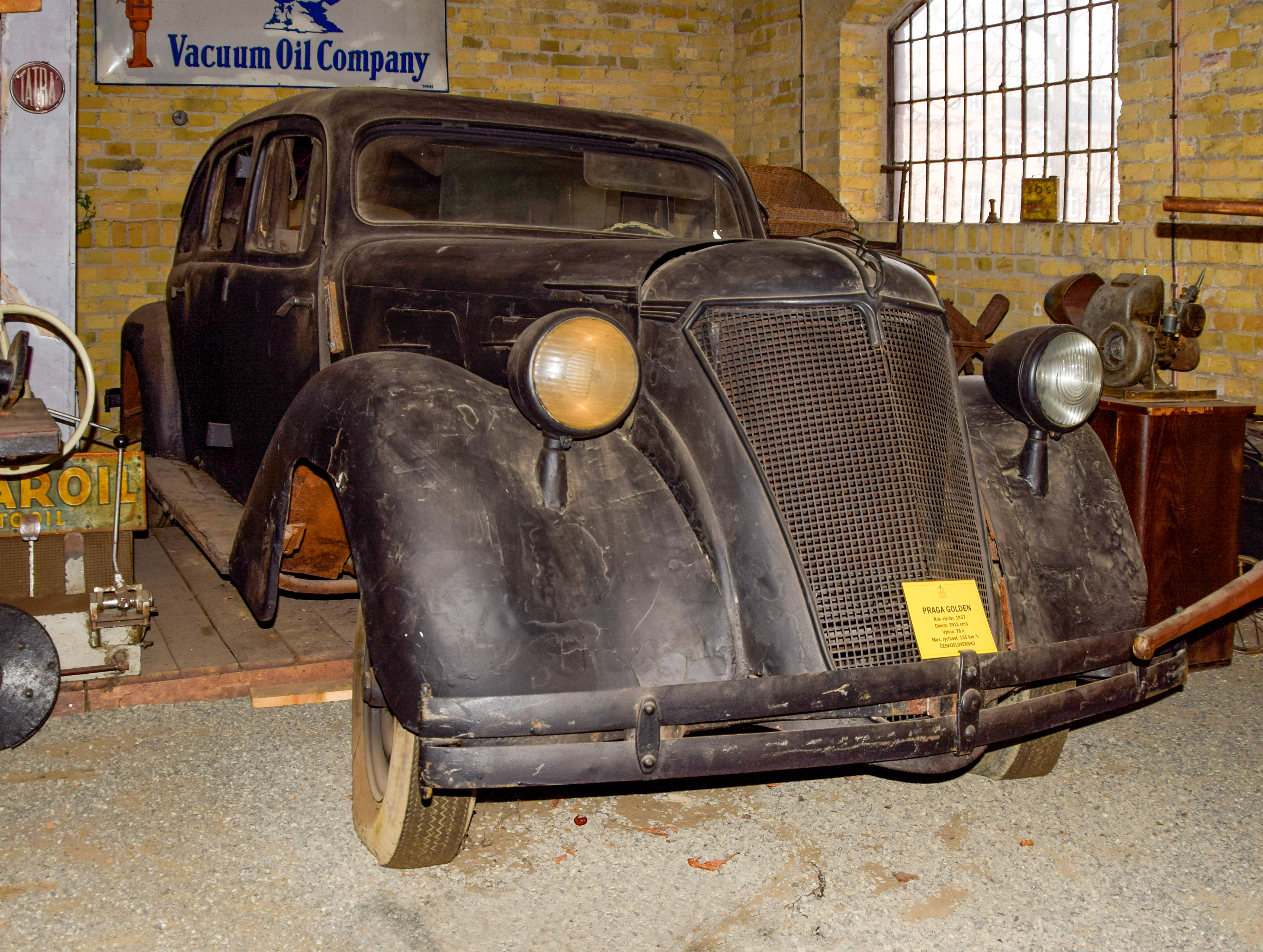
Praga Golden

1929 begann infolge des Schwarzen Freitags die Weltwirtschaftskrise, und die Produktionszahlen weltweit – auch bei Praga – sanken rapide. 1932 wurde der Bau des Praga Grand eingestellt, an seiner Stelle folgte – als die Krise halbwegs überwunden war – im Jahr 1935 als neuer Oberklassewagen der Praga Golden. Der Piccolo – wie der Alfa vorher mit immer größeren Motoren versehen – mauserte sich schließlich zum Praga Super Piccolo und damit zum Mittelklassewagen. Als neuer Kleinwagen entstand 1934 der Praga Baby. Da aber der Name Piccolo einen Kleinwagen erwarten lässt, wurde der Super Piccolo 1935 in „Praga Lady“ umbenannt, und ab 1937/8 gab es wieder einen kleinen Praga Piccolo mit 1,1-Liter-Motor, der Bau des Praga Baby wurde eingestellt. In geringer Stückzahl wurde ab 1936 für die tschechoslowakische Armee der Sechsrad-Gelände-Pkw Praga AV gebaut. Die Stückzahlen aller Praga-Pkw blieben in den Dreißigerjahren immer relativ bescheiden, was wiederum zu hohen Stückkosten führte: Denn durch Auflösung Österreich-Ungarns 1919 war für Praga der Binnenmarkt von 50 Mio. Einwohnern (Österreich-Ungarn) auf 14 Mio. (Tschechoslowakei) geschrumpft, auf dem zudem drei Hersteller miteinander konkurrierten: Praga, Skoda und Tatra. Aufgrund einer radikalen Tschechisierungspolitik gegenüber seinen Minderheiten war die Tschechoslowakei starken Spannungen zu ihren Nachbarstaaten (Deutschland, Österreich, Ungarn, Polen) ausgesetzt, die alles andere als exportfördernd waren. Auf dem übrigen Weltmarkt war man einer Konkurrenz (vor allem aus den USA) ausgesetzt, die infolge um ein Vielfaches höherer Stückzahlen Autos erheblich preiswerter produzieren konnte.
Mit Ausbruch des Zweiten Weltkrieges 1939 kam die Pkw-Produktion bei Praga praktisch zum Erliegen, da die Werke mit der Produktion von Rüstungsgütern, vor allem Panzern, voll ausgelastet waren. Nach Kriegsende wurde 1945 bis 1947 noch kurzzeitig der Bau des Praga Lady wieder aufgenommen, bevor das seit 1945 verstaatlichte Unternehmen den Pkw-Bau aufgrund höherer Weisung einstellen und sich auf den Lkw-Bau beschränken musste.
Im Automobilmuseum Aspang in Aspang-Markt in Niederösterreich sind Fahrzeuge der Modelle Praga Alfa, Praga Lady und Praga Piccolo ausgestellt. Die größte Sammlung alter Praga-Fahrzeuge birgt wohl das speziell Praga gewidmete Automuzeum Praga, Pod Kaštany 14, 252 25 Zbuzany, Tschechien, das jedoch immer wieder zeitweise geschlossen ist und dessen Exponate sich teilweise in einem beklagenswerten Zustand befinden.

### Nach 1990
- Praga Grand 2001
- Praga Golden 2001

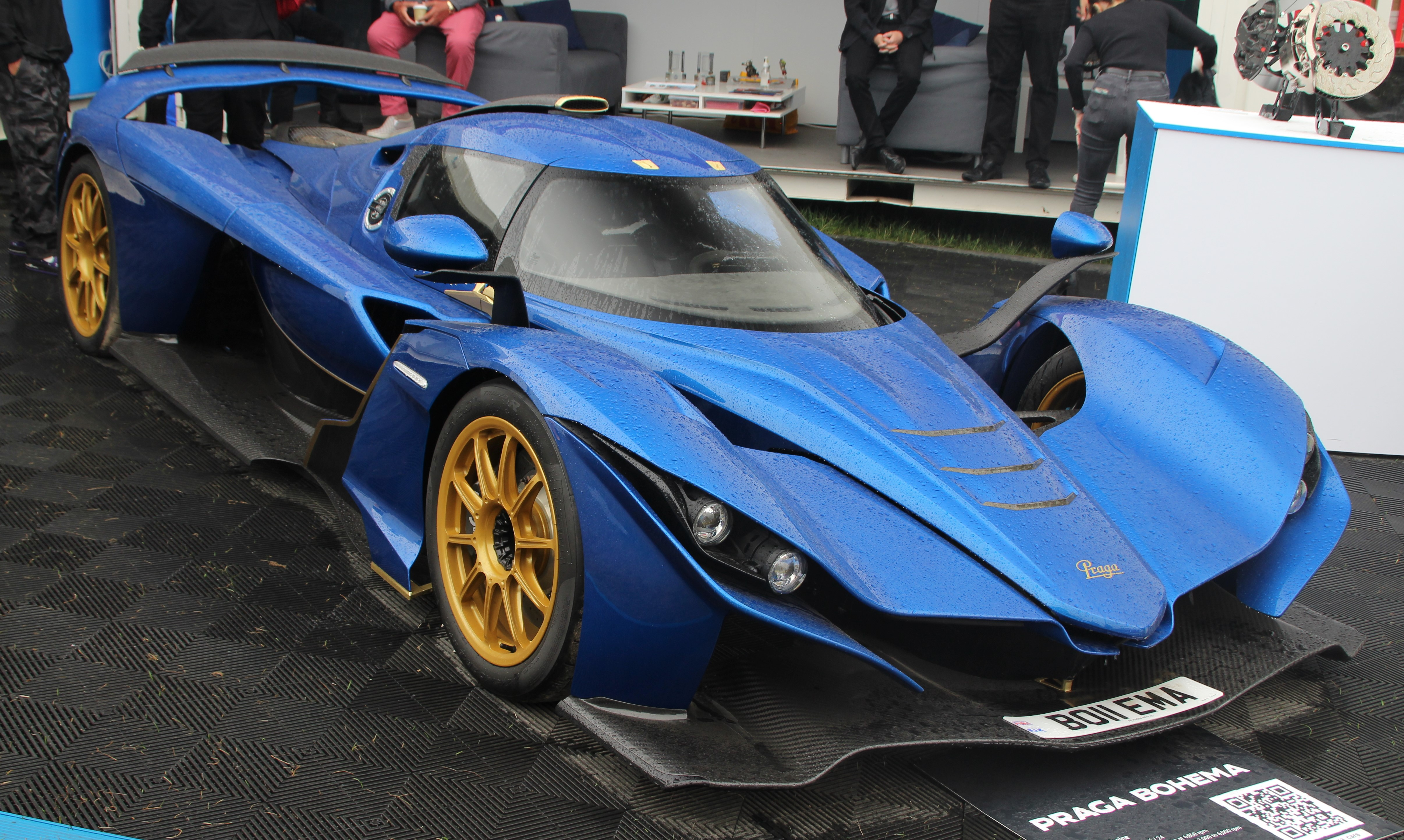
Praga Bohema

- Praga R4S, unter dem Namen Praga Racing
- Praga R1, unter dem Namen Praga Racing
- Praga Bohema, unter dem Namen Praga Racing

### Ausländischer Lizenzbau
Oświęcim-Praga montierte ab 1929 in Auschwitz (poln. Oświęcim) bis zu einem unbekannten Zeitpunkt in den Dreißigerjahren die Pkw-Typen Praga Piccolo, Alfa und Grand. Daneben entstanden verschiedene Praga-Lkw-Typen und Anhänger.
Ähnlich montierte  Rába in Raab (ung. Győr) einige Praga Alfa und baute bis etwa 1925 den Praga Grand in etwa 200 Stück in Lizenz. Der gleiche Hersteller baute von 1913 bis 1931 den Lkw Praga V in Lizenz sowie etwa 80 Lkw und 220 Busse des Typs Praga L, bevor man 1931 auf Lizenzbauten von Krupp und später Austro-Fiat umschwenkte.

## Nutzfahrzeuge
Vor den ersten Praga-PKW-Modellen gab es bereits Nutzfahrzeug-Varianten, bei denen die hintere Sitzreihe durch eine Ladefläche oder einen Kastenaufbau ersetzt war. Gesonderte technische Daten oder Stückzahlen sind aber offenbar von diesen Fahrzeugen nicht überliefert.
1906 wurde von der Prager Automobil-Fabrik (PAF) oder, wie sie auf Tschechisch hieß, Pražská Automobilní Továrna (PAT), ein erster LKW gebaut, der die Typenbezeichnung D erhielt. Nach den überkommenen Unterlagen hatte er einen wassergekühlten Vierzylinder-Ottomotor (Bohrung 120 und Hub 150 mm). Das Getriebe hatte vier Vorwärts- und einen Rückwärtsgang, der Wagen brauchte auf 100 km 40 Liter Benzin und 1,2 Liter Öl. Er blieb ein Einzelstück.
Der LKW Typ VI (= röm. 6) vom Jahr 1909 entsprach dem Typ D, war jedoch länger und breiter, der Benzinverbrauch stieg auf bis zu 45 l/100 km. Zwei Stück wurden 1909, zwei weitere 1911 gebaut.
Ebenfalls 1909 erschien der LKW Typ VII: Er hatte einen kleineren Motor (Bohrung × Hub: 100 × 140 mm), sein Verbrauch lag bei 30 – 34 Liter Benzin und 1 Liter Öl auf 100 km. Zwei Fahrzeuge entstanden 1909, zwei weitere 1911, teilweise mit Omnibus-Aufbau.
Der Typ VIII wurde erstmals 1910 gebaut und war ein leichter LKW: Die Maße des wassergekühlten Vierzylinders betrugen 90 mm Bohrung und 120 mm Hub, er verbrauchte 28 – 30 Liter Benzin und 0,7 Liter Öl auf 100 km. 1910 wie auch 1911 entstanden je zwei Fahrzeuge.
Übersicht über die technischen Daten der einzelnen Typen:
| Typ  | Länge (m) | Breite (m) | Radstand (m) | Zylinder | cm³   | PS | km/h  | Nutzlast (t) |
| ---- | --------- | ---------- | ------------ | -------- | ----- | -- | ----- | ------------ |
| D 0  | 5,10      | 2,00       | 3,50         | 4        | 6.782 | 40 | 25    | 4–5          |
| VI   | 6,36      | 2,19       | 4,00         | 4        | 6.782 | 40 | 16–18 | 3,2–6        |
| VII  | 6,13      | 2,06       | 3,80         | 4        | 4.396 | 30 | 16–18 | 3,4–4        |
| VIII | 5,10      | 1,72       | 3,30         | 4        | 3.052 | 20 | 28–30 | 1,7–2        |

### Lkw-Modelle

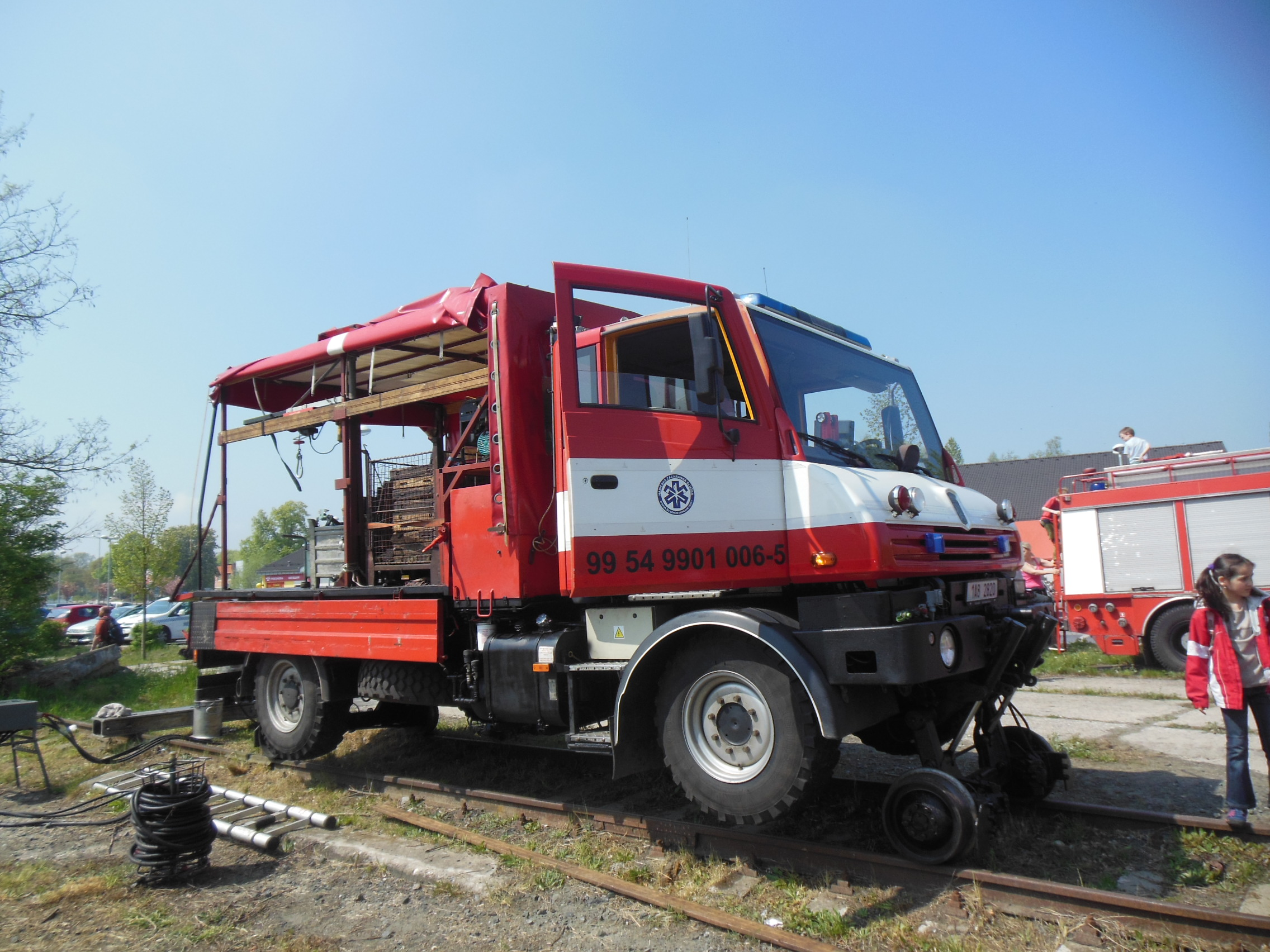
Praga Alfa TN 4x4

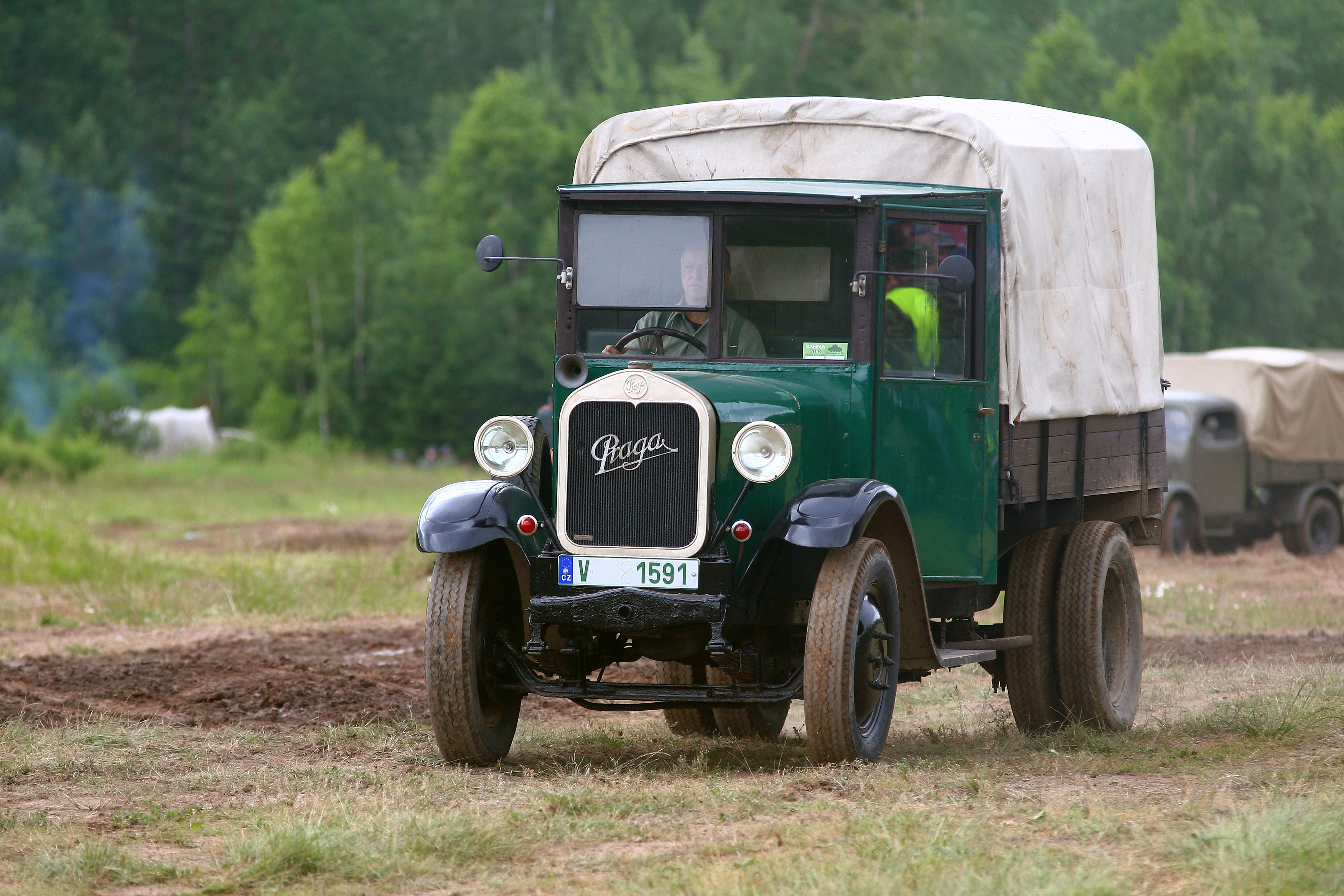
Praga AN, Zwanzigerjahre, fotografiert 2018

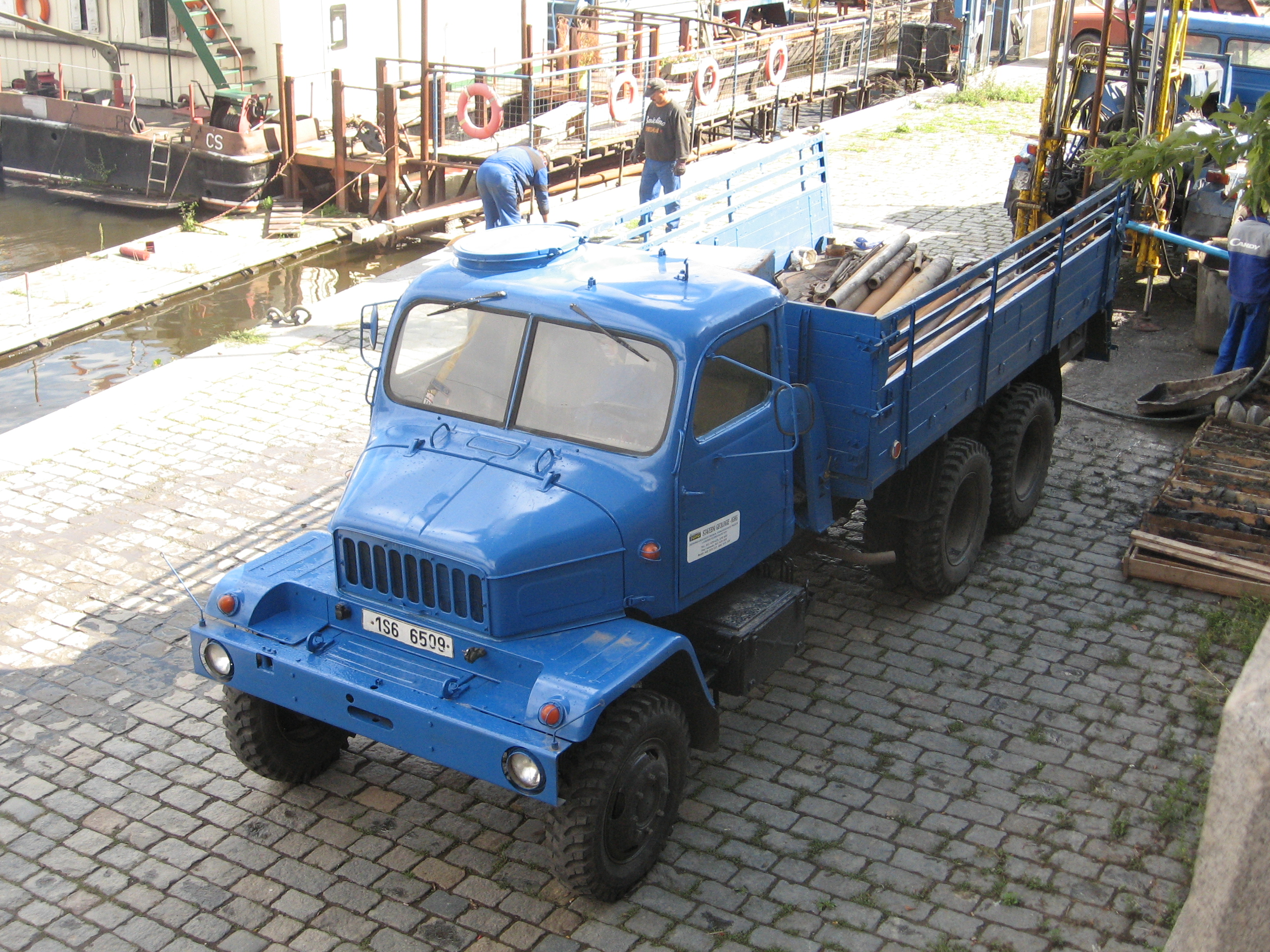
Praga V3S

- Praga V
- Praga N
- Praga L
- Praga AN
- Praga MN
- Praga LN
- Praga S
- Praga T
- Praga A150
- Praga R
- Praga RN
- Praga RND
- Praga RV
- Praga RVR
- Praga ND
- Praga V3S
- Praga S5T
- Praga UV80
- Praga Alfa
- Praga Golden
- Praga Grand
- Praga V4S
- Praga V4S DKR

### Omnibusse

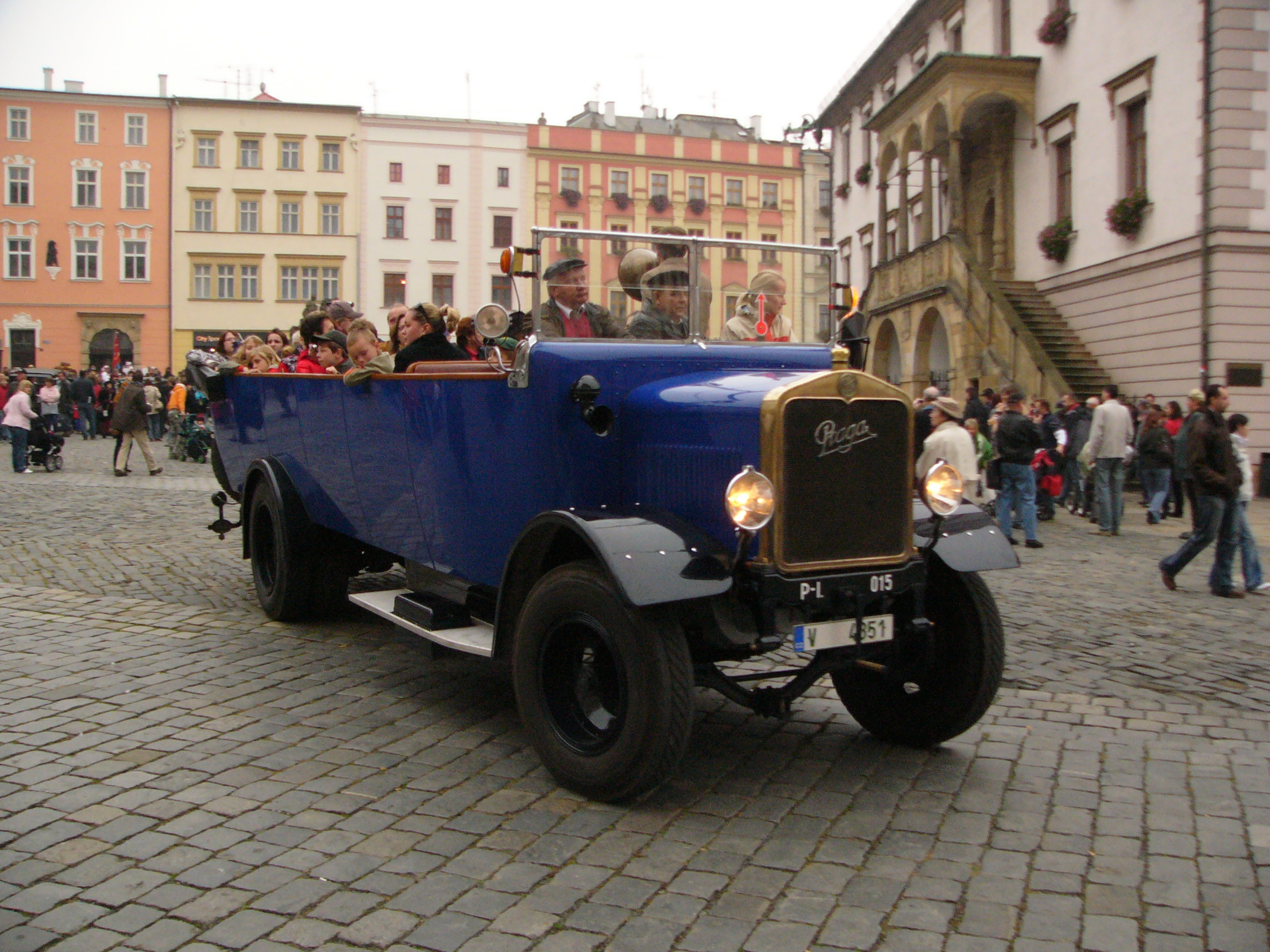
Autobus Praga NO mit 30 Plätzen

- Praga NDO
- Praga RN und Praga RND
- Praga A150

### Oberleitungsbusse
Der Praga TOT war der einzige von Praga hergestellte Oberleitungsbus („Trolleybus“) mit Elektromotor. Seine Länge betrug 10,20 m, seine Breite 2,45 m,  Er wog 10,3 bis 10,7 to und konnte 78 bis 80 Fahrgäste mit einer Höchstgeschwindigkeit von 50 km/h befördern. 1935 und 1937 entstanden je 1 Stück, weitere 10 Stück 1938, insgesamt also 12 Exemplare.

## Militärtechnik

### Panzer
- Praga Tančík vz.33
- Praga LT vz. 34
- ČKD-Praga AH-IV
- ČKD-Praga TNH
- ČKD-Praga LT-H

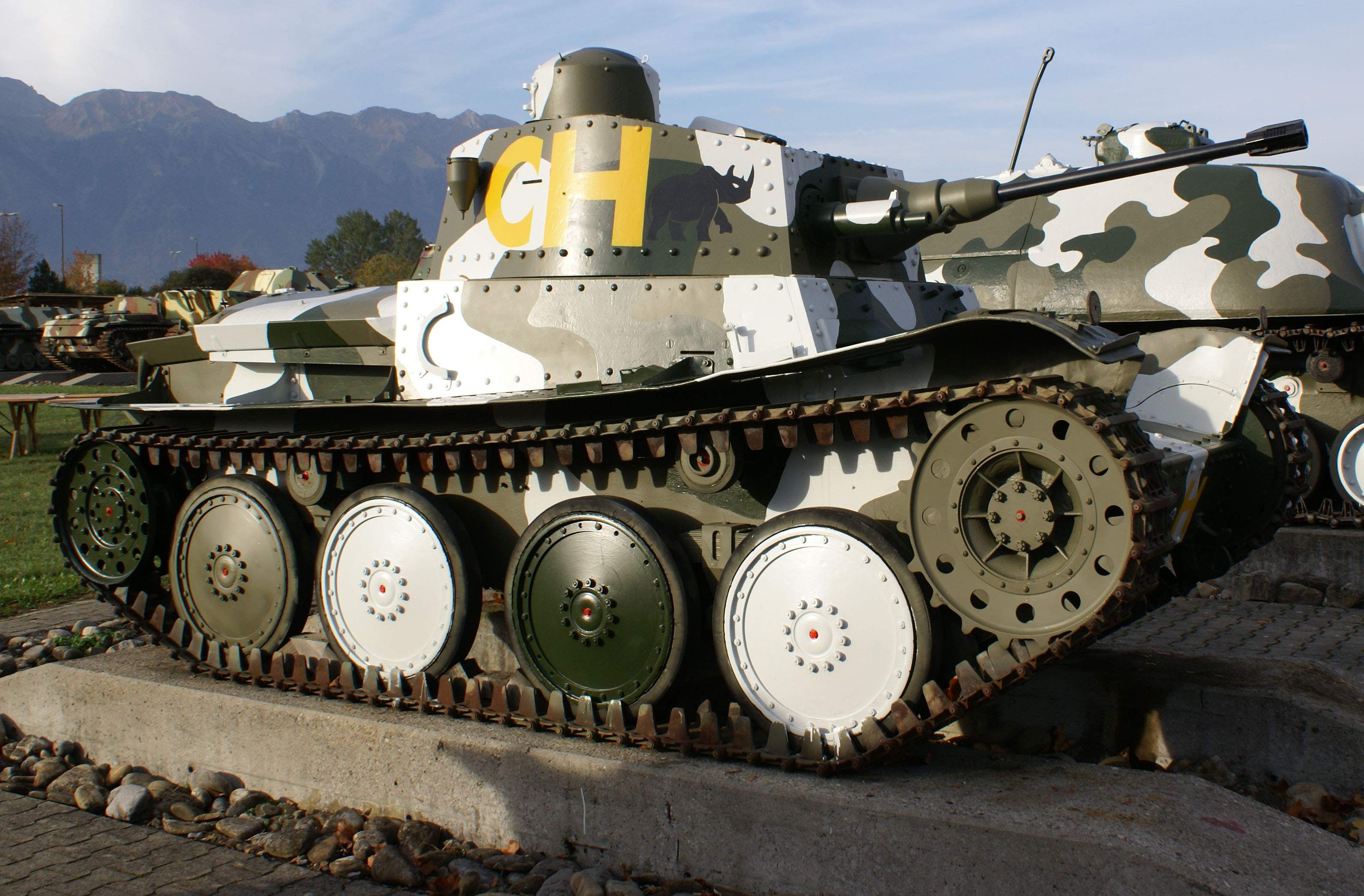
Tank LTH – Panzerwagen 39

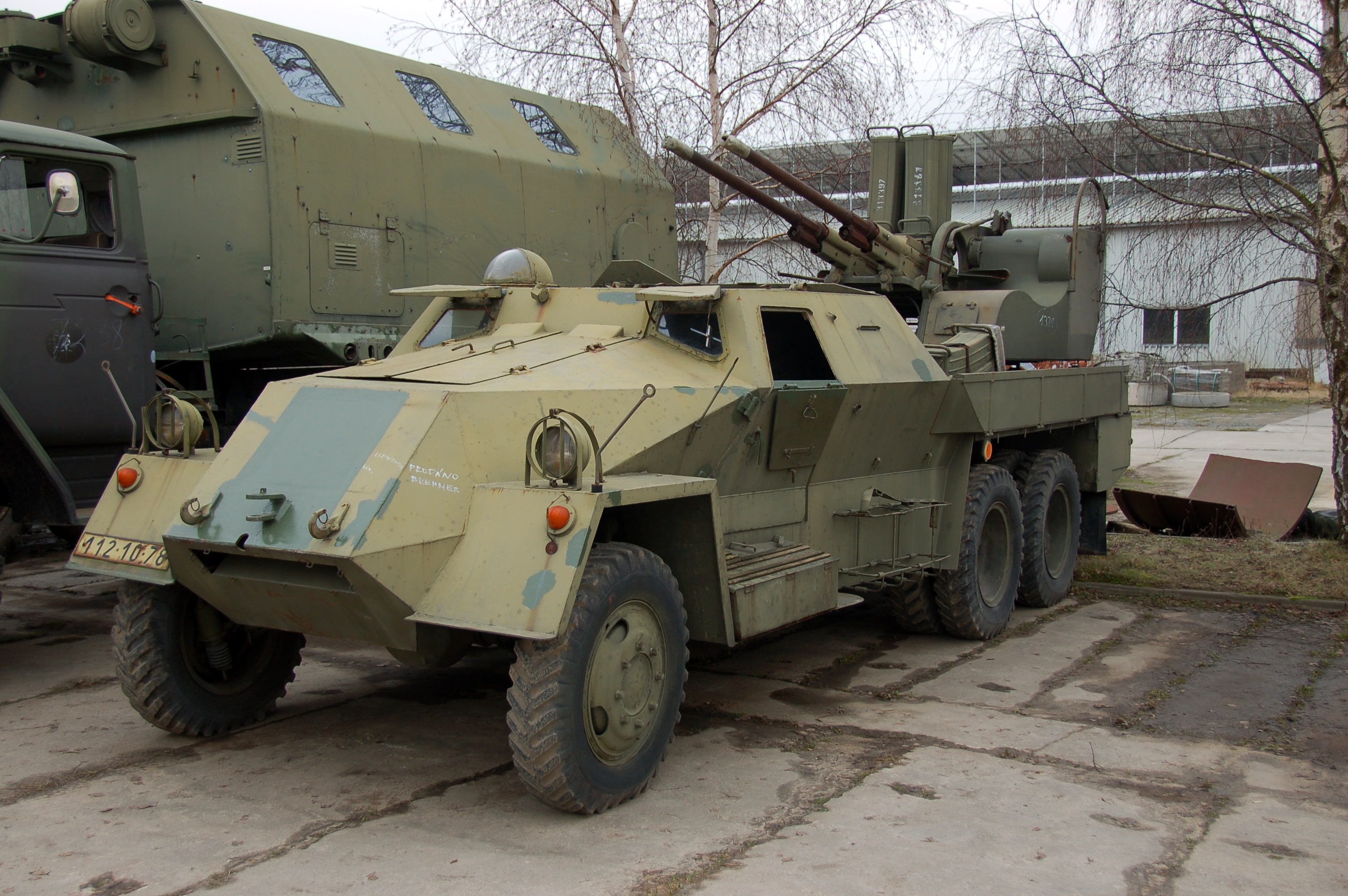
M53/59-Flak auf Praga V3S

- Panzerkampfwagen 38 (t) (Praga LT vz. 38), leichter Panzer der Wehrmacht 1938
- Panzerwagen 39
- M63/59-Flak auf Praga V3S

### Artilleriezugmaschinen
Praga Kettenzugmaschinen:
Das Unternehmen Breitfeld-Daněk hatte seit Anfang der 1920er Jahre Hanomag-Kettenschlepper in Lizenz hergestellt, deren Fertigung wurde 1927/28 zusammen mit der Motorradfertigung von Praga übernommen. Es handelte sich hierbei um die Typen BD-25 (Lizenz des Hanomag WD Z-25, 4 Zylinder, 4252 cm³, 25 PS) und BD III (Lizenz des Hanomag WD-50: 4 Zylinder 8220 cm³, 50 PS) Unklar ist, inwieweit nach der Übernahme durch Praga (1928) dieser Typ, von dem Breitfeld-Daněk um 1925/6 etwa ein Dutzend an die tschechische Armee geliefert hatte, noch gebaut wurde.
Immerhin konnte Praga auf den Erfahrungen mit diesen Fahrzeugen aufbauen und fertigte in den 1930er Jahren einige Kettenzugmaschinen, die im Nachfolgenden aufgezählt werden sollen. Sie trugen die Bezeichnung T (Traktor), gefolgt von einer römischen oder arabischen Ziffer: Die römische bezeichnete die niedrigtourigen, die arabische die hochtourigen Varianten:
| Typ           | Tonnen | Länge (m) | Breite (m) | Höhe (m) | Zylinder | cm³    | PS  | km/h | zug(to) |
| ------------- | ------ | --------- | ---------- | -------- | -------- | ------ | --- | ---- | ------- |
| Praga T III   | 3,12   | 3,95      | 1,73       | 2,26     |          | 3.820  | 27  | 10   | 1,8     |
| Praga T III/3 | 5,4    | 3,95      | 1,73       | 2,26     | 4        | 4.387  | 78  | 30   | 1,8     |
| Praga T IV    | 4,64   | 4,07      | 1,59       | 1,85     | 4        | 6.082  | 57  | 21   | 4,5     |
| Praga T V     | 4,5    | 4,79      | 1,8        |          | 6        | 7.796  | 75  | 18   | 4,3     |
| Praga T 5     |        |           |            |          | 6        | 7.796  | 90  | 30   |         |
| Praga T VI    | 7,05   | 4,8       | 1,8        | 1,7      | 6        | 7.754  | 75  | 25   | 6       |
| Praga T 6     | 7,05   | 4,8       | 1,8        | 1,7      | 6        | 7.754  | 110 | 31   | 6       |
| Praga T 7     | 8,66   | 5,83      | 2,42       | 2,08     | 6        | 11.530 | 112 | 31   | 7       |
| Praga T 8     | 9,65   | 5,7       | 2,06       | 2,47     | 6        | 11.530 | 112 | 31   | 8       |
| Praga T 9     | 11,6   | 5,6       | 2,45       | 2,54     | 8        | 14.230 | 142 | 20   | 10      |

Praga T III:
Ursprünglich in griechischem Auftrag aus den eingangs beschriebenen Breitfeld-Daněk-Typen entwickelt wurden 1935 32 Stück an die tschechische Armee geliefert, zwei davon kamen 1939 nach dem Zerfall der Tschechoslowakei zur slowakischen Armee, der Rest an die Wehrmacht. Der Motor des Fahrzeuges war eine gedrosselte Version des Motors des Praga Grand von 1912, wie er auch im Lkw Praga R von 1922 bis 1926 eingebaut worden war: zwar etwas leistungsschwach, aber nach einer Bauzeit von 20 Jahren voll ausgereift.
Praga T III/3:

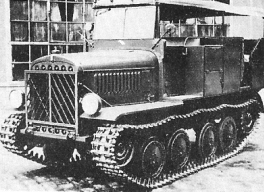
Praga T-III/3

Gebaut wurde er aufgrund von Forderungen der Niederlande, die eine leichte Kettenzugmaschine für die niederländisch-indische Armee suchten. Das Fahrzeug erhielt ein neues Fahrgestell, identisch mit dem des leichten Panzers Praga AH-4. Der Motor war eine Neuentwicklung. Die niederländische Armee testete einen Prototyp, es erfolgte daraufhin eine Bestellung von 40 Fahrzeugen in zwei Serien (23 und 17 Stück). Noch vor der Auslieferung brach der Zweite Weltkrieg aus, das Deutsche Reich beschlagnahmte alle im Auftrag ausländischer Regierungen gefertigten Militärfahrzeuge und übernahm auch diese Zugmaschinen nach Fertigstellung 1939 bis 1941 in die Wehrmacht. Nach Spielberger wurden insgesamt 126 Stück gefertigt, hierbei ist jedoch zu berücksichtigen, dass Spielbergers Publikationen aus den 1970er Jahren stammen und er viele erst nach Fall des Eisernen Vorhanges zugänglich gewordene Quellen offenbar nicht kannte, möglicherweise hat er die Zugmaschinen T III und T IV verwechselt.
Praga T IV:
Der Motor für dieses Fahrzeug war seit 1924 in den Fünftonner-Lkw Praga N eingebaut und auch im gleichzeitig gefertigten Kampfpanzer Praga LT vz. 34 zu finden. Von 1935 bis 1939 wurden nach Bau eines Prototyps 114 Zugmaschinen für die tschechische Armee beschafft, davon gelangten 1939, nach dem Zerfall der Tschechoslowakei, 38 Stück zur slowakischen Armee, der Rest an die Wehrmacht. Nach Spielberger wurden nur 25 Stück gefertigt, hier dürfte Spielberger ebenfalls T III und T IV verwechselt haben.
Praga T V und T 5:
Der Motor für diese Zugmaschine, ein Sechszylinder-Benzinmotor, war auch im zeitgleich gebauten Sechstonner-Lkw Praga TN wie auch in einigen Varianten des Panzers Praga TNH zu finden. 13 Zugmaschinen wurden 1934 bis 1935 an die Türkei geliefert, nach Spielberger zwei Serien in unbenannter Anzahl, eine für Niederländisch-Indien, eine für die Wehrmacht. Spielberger bildet auf S. 97 seines Buches eine angebliche Zugmaschine T V ab, die indessen das Fahrwerk der T III/3 aufweist: Möglicherweise liegt daher insoweit bei Spielberger eine Verwechslung mit der T III/3 vor.
Praga T VI und T 6:
Die in größter Anzahl gebaute Variante, gefertigt von 1937 bis 1944. Der Motor war eine leicht gedrosselte Variante des Motors des Panzers 38(t). Zunächst bestellte die Türkei 434 Stück, die wohl auch alle noch vor Kriegsbeginn ausgeliefert werden konnten. Dann bestellte 1941 Rumänien 221 Stück, erhielt aber nur 130, der Rest ging an die Wehrmacht. Ähnlich gingen 30 Stück, die Portugal 1942 bestellte, alle an die Wehrmacht. Schweden zeigte Interesse, löste aber keine Bestellung aus. Die Slowakei erhielt von 30 bestellten acht, der Rest ging an die Wehrmacht. 1942 bestellte das SS-Führungshauptamt für die Waffen-SS 500 Stück, wovon bis November 1943 95 ausgeliefert wurden – ob und wann der Rest geliefert wurde, bleibt offen, Spielberger nennt für 1944 weitere 76 Stück: Wir dürfen nicht übersehen, dass Praga ab Mitte 1944 voll mit der Fertigung des Jagdpanzer 38 beschäftigt war und kaum weitere Kapazitäten freigehabt haben dürfte.
Insgesamt sollen etwa 900 Stück gebaut worden sein.
Die an die Türkei gelieferten Zugmaschinen T 6 erhielten Anfang der 1950er Jahre luftgekühlte Dieselmotoren des Typs Magirus-Deutz F6L514 (6 Zyl., Bohrung × Hub 110 × 140 mm, 105 PS)
Praga T 7 und T 8:
40 bzw. 62 Stück wurden von der Türkei 1937 bestellt und bis 1939 an diese ausgeliefert. Der Motor, ein großer Sechszylinder-Benzinmotor, lief auch im zeitgleich gebauten Omnibus Praga TO.
Praga T 9:
Ursprünglich ebenfalls eine türkische Bestellung. Insgesamt wurden 76 Stück, davon 16 bis Kriegsbeginn an die Türkei ausgeliefert, vom bei Kriegsausbruch beschlagnahmten Rest fünf an die Slowakei, die übrigen bis 1943 an die Wehrmacht. Der Achtzylinder-Benzinmotor dieser Zugmaschine wurde auch in den Panzerprototyp 38(t) n.A. (=neuer Art) eingebaut.
T VI, T 6, T 7, T 8 und T 9 hatten sehr ähnliche Fahrwerke mit jeweils acht Laufrollen und drei oder (T 9) vier Stützrollen.

## Luftfahrttechnik

### Flugzeuge
- Praga BH-44
- Praga E-39 (BH-39)
- Praga E-41 (E-241)
- Praga E-45
- Praga E-51
- Praga E-55
- Praga E-114
- Praga 210 (211)
- Praga Airtaxi

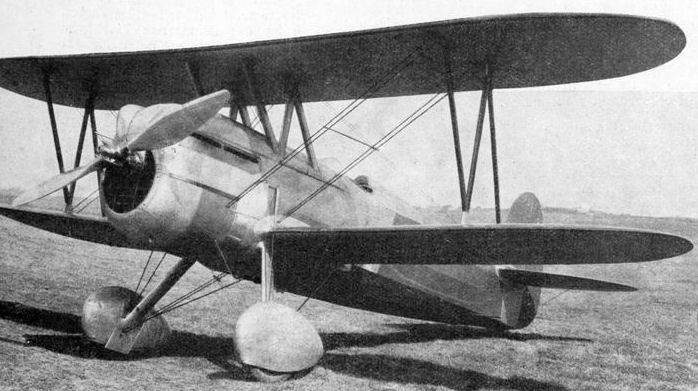
Praga BH-44 (1934)

- Praga Alfa SM-92T (vormals Technoavia SM92 Finist)

### Flugmotoren
- Praga M208 „Doris“
- Praga B
- Praga D